# Jules Richard (azienda)
La Jules Richard è stata un'azienda di attrezzature scientifiche e fotografiche stereo con sede a Parigi, Francia, fondata da Jules Richard (19 dicembre 1848 - 18 giugno 1930).

## Storia
Jules Richard dopo aver lavorato come orologiaio e aver lavorato come tecnico nella società del telegrafo di Francia nel 1871 diventa imprenditore industriale specializzandosi nella costruzione di strumenti scientifici di precisione.
La Jules Richard ebbe particolare successo nella costruzione di telecamere stereoscopiche a piastre.
Durante l'ultimo decennio del XIX secolo, ha creato la sua Vérascope  dispositivo tutto in metallo, nelle dimensioni della pellicola di 6 x 13 cm e 45 x 107 mm. Nel 1905 inizia la produzione della Glyphoscope prodotta in varie versioni fino al 1930. era una fotocamera economica che aveva la possibilità di trasformarsi in visore togliendo il pannello posteriore e mettendo una piastra diffusore per le diapositive.
Nel 1913, inizia la produzione prima dell'Homeos fotocamera stereoscopica in pellicola 35 mm, formato 24 x 18 mm.
Molte delle sue macchine stereoscopiche sono state usate nei campi di battaglia e nelle trincee della prima guerra mondiale.
Jules Richard succedette al padre mettendosi a capo dei Fratelli  Richard, successivamente diventa la società Jules Richard; dal 2008 l'azienda si chiama JRI Maxant.

## Fotocamere

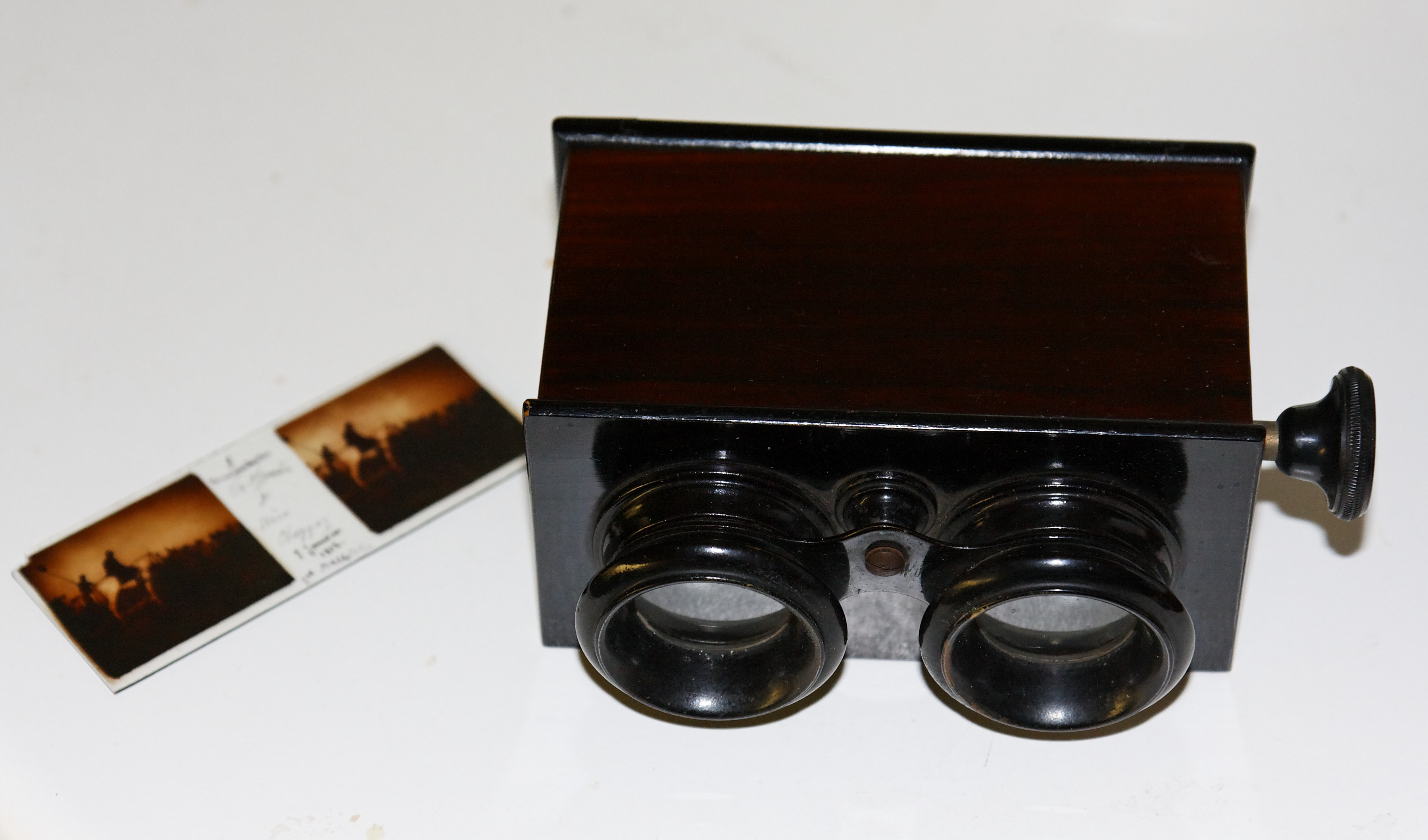
«Vérascope Richard», con piastra steroscopica 45 x 107 mm (inizi XX secolo)
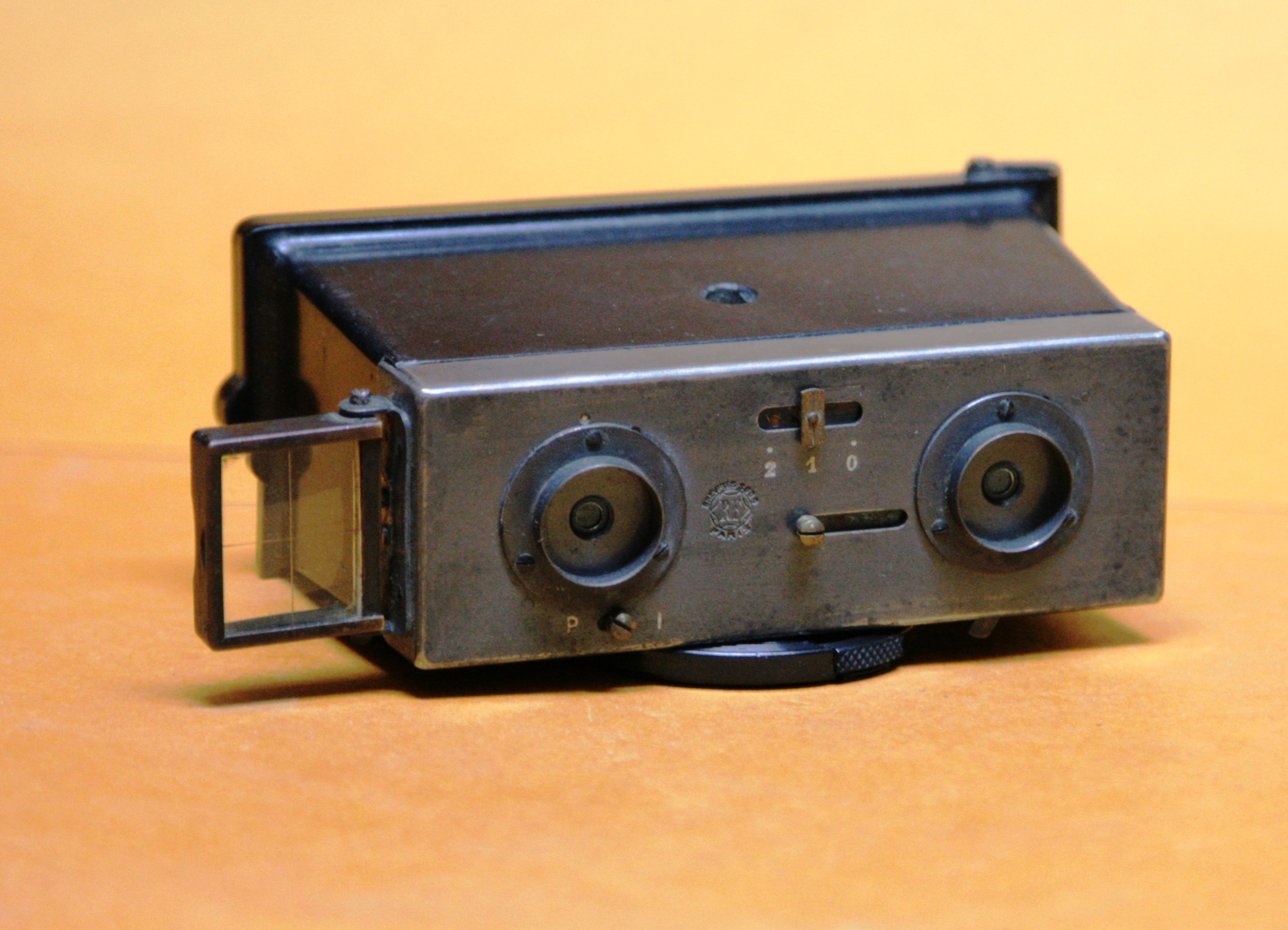
Jules Richard, «Glyphoscope »tipo I 1905, stereo camera 45x107
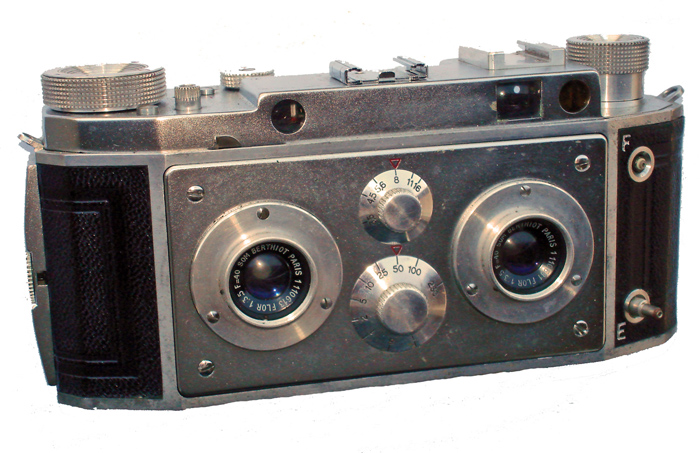
«Vérascope 40», prodotto dalla Jules Richard dal 1939 al 1967